# UFC 28
UFC 28: High Stakes（ユーエフシー・トゥエンティエイト：ハイ・ステイクス）は、アメリカ合衆国の総合格闘技団体「UFC」の大会の一つ。2000年11月17日、ニュージャージー州アトランティックシティのトランプ・タージマハル・カジノで開催された。

## ユニファイド・ルール
2000年9月にニュージャージー州のアスレチック・コミッションであるニュージャージー州アスレチック・コントロール・ボードが総合格闘技認可のための観察・検討をするために州内での総合格闘技大会開催を認可した。
州内で開催されたいくつかの総合格闘技大会を観察・検討した結果、ニュージャージー州アスレチック・コントロール・ボードは2001年4月に総合格闘技の統一ルール（通称”ユニファイド・ルール”）を制定した。

## 大会概要
メインイベントのUFC世界ヘビー級タイトルマッチでは、挑戦者ランディ・クートゥアが王者ケビン・ランデルマンを降し、自身通算2度目となるUFC世界ヘビー級王座を戴冠した。
第5試合のスーパーヘビー級の試合は、UFC史上で唯一のスーパーヘビー級（UFC 31で廃止）で行なわれた試合となった。
本大会は、SEG社がアメリカ合衆国で開催した最後の大会となった。
ジョシュ・バーネット、アンドレイ・アルロフスキー、レナート・ババル、クリス・ライトル、ガン・マッギーがUFCに初出場した。

## ルール改正
本大会からニュージャージー州アスレチック・コントロール・ボードが制定した統一ルール（通称”ユニファイド・ルール”）に従い以下のようにルールが変更された。
ダウンした相手の頭部への蹴りおよび膝蹴りの禁止、脊椎と首への肘打ちの禁止が導入され、シューズや道着などの着用が不可となり、また出場のための医学的な必要条件が厳格化され、出場選手への健康状態の厳しいチェックも行われるようになった。
加えて、本大会よりスーパーヘビー級（265ポンド超、120kg超、後にUFC 31で廃止）が設置された。

## 試合結果

### プレリミナリィカード
第1試合 ライト級 5分2R
○  ベン・イヤーウッド vs.  クリス・ライトル ×
2R終了 判定3-0
第2試合 ミドル級 5分2R
○  マーク・ヒューズ vs.  アレックス・スティーブリング ×
2R終了 判定3-0

### メインカード
第3試合 バンタム級 5分3R
○  ジェンス・パルヴァー vs.  ジョン・ルイス ×
1R 0:15 KO（左フック）
第4試合 ヘビー級 5分3R
○  アンドレイ・アルロフスキー vs.  アーロン・ブリンク ×
1R 0:55 腕ひしぎ十字固め
第5試合 スーパーヘビー級 5分3R
○  ジョシュ・バーネット vs.  ガン・マッギー ×
2R 4:34 TKO（レフェリーストップ：スタンドパンチ連打）
第6試合 ヘビー級 5分3R
○  レナート・ババル vs.  モーリス・スミス ×
3R終了 判定2-0
第7試合 UFC世界ヘビー級タイトルマッチ 5分5R
○  ランディ・クートゥア vs.  ケビン・ランデルマン ×
3R 4:13 TKO（レフェリーストップ：パウンド）
※クートゥアが王座獲得に成功